# 小谷元彦
小谷 元彦（おだに もとひこ、1972年 - ）は、日本の彫刻家・美術家。京都府生まれ。所属するギャラリーはANOMALY。2006年から東京芸術大学准教授を務めており、現在同大学教授を務めている

## 略歴
- 東京芸術大学美術学部彫刻科卒業。同大学院美術研究科修了。
- 1997年 - 初個展「Phantom-Limb」（P-HOUSE）を開催。
- 2000年 - リヨン・ビエンナーレ
- 2001年 - イスタンブール・ビエンナーレ
- 2002年 - 光州ビエンナーレ
- 2003年 - ヴェネツィア・ビエンナーレでは日本代表として日本館で展示。彫刻をベースに写真や映像作品も発表。
- 2009年 - メゾンエルメス フォーラムにて個展「Hollow」
- 2010年 - 森美術館にて個展「幽体の知覚」開催。(静岡市、高松市、熊本市、以降巡回)
- 2011年 - 第25回平櫛田中賞を受賞
- 2012年 - 「幽体の知覚」にて芸術選奨新人賞美術部門を受賞[1]
- 2012年 - Asian Cultural Council の助成にてニューヨークに9ヵ月滞在

## 主な展覧会
(個展)
- 1997年-ファントム・リム / Ｐハウス (東京)
- 1998年-トランスフィギュレーション / レントゲンクンストラウム (東京)
- 2001年-エン・メロディ / ファインアート・ラファエル・フォステル (ベルリン)
- 2001年-エン・メロディ / マレーラ・アルテ・コンテンポラーニャ (ミラノ)
- 2002年-ナインス・ルーム / 京都造形芸術大学ギャラリーRAKU (京都)
- 2004年-モディフィケーション / キリンプラザ大阪 (大阪)
- 2004年-エレクトロ / ヤマモトギャラリー (東京)
- 2004年-レトロスペクティブ / タカハシコレクション (東京)
- 2007年-SP2 New Born / 山本現代 (東京)
- 2009年-SP4 'the specter' in modern sculpture / 山本現代 (東京)
- 2009年-Hollow / メゾンエルメス8階フォーラム (東京)
- 2010年-幽体の知覚 / 森美術館 (東京)
- 2011年-幽体の知覚 / 静岡県立美術館 (静岡)、高松市美術館 (香川)、熊本市現代美術館 (熊本)
- 2012年-SP 0 / 平櫛田中美術館 (岡山)
- 2013年-Time Tomb / フォトグラフィスカ (ストックホルム)
- 2013年-CIRCLE OF DISRUPTION 断絶の円環 / TKG+│耿畫廊 (台北)
- 2014年-Terminal Moment -琳派400年記念事業- / 京都芸術センター (京都)
- 2016年-DEPTH OF THE BODY / アルバーツベンダ (ニューヨーク）
- 2019年-Tulpa –Here is me / アノーマリー (東京）